# Maluri
Maluri – wieś w Rumunii, w okręgu Vrancea, w gminie Vulturu. W 2011 roku liczyła 536
mieszkańców.